# Servei a la russa

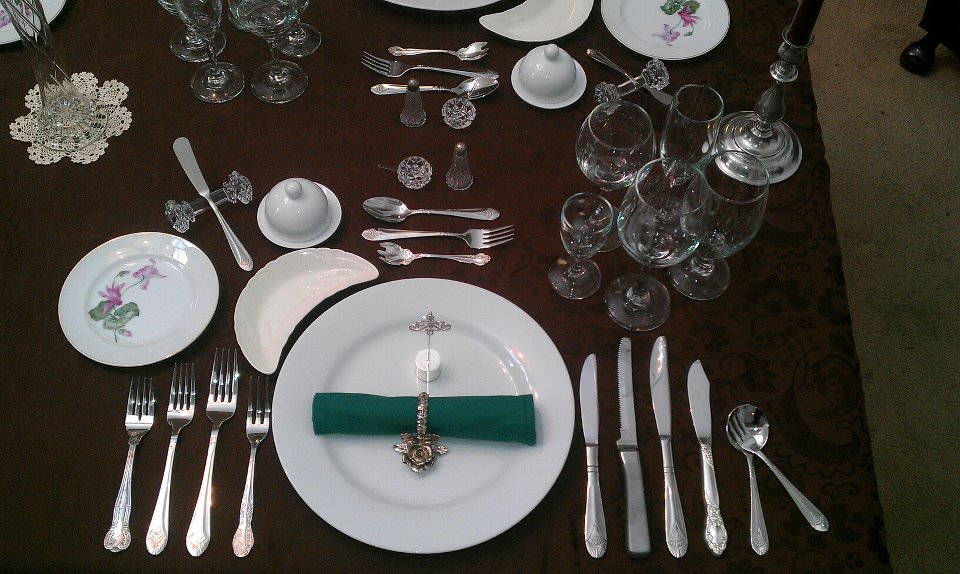
Servei a la russa de menjar de vuit plats, configuració de lloc per a una persona

El servei a la russa (en francès service à l'anglaise o service a la russe avec guéridon) consisteix en una forma elegant de servei de taula. Per regla general el cap de cuina prepara les grans peces d'aliments, generalment ben decorades, i es porten en un carret a la taula del client amb l'adorn. Un cambrer que actua com a trinxador talla al davant del client les peces. El servei a la russa es combina generalment amb el servei a l'anglesa, es procedeix amb aquest servei una vegada que s'han tallat les peces.

## Història
Se sol considerar que el príncep rus Alexander Kurakin va introduir aquesta pràctica a França a mitjan segle xix.

## Característiques
Per norma general aquest servei té certes característiques:
- Dona feina a més cambrers que altres serveis de taula i amb prou preparació.
- Cal una disposició de les taules al local perquè el carro pugui anar fins a la taula i mostrar el menjar als comensals sense molestar les altres taules. Calen locals de més grandària, o amb menys taules.
- Més estris al saló: ganivets, esmoladors, taula auxiliar, taula calenta, etc.
- Malgrat el seu nom, sembla que es va originar a França a principi del segle xix, probablement com a servei de taula de l'ambaixador rus Alexander Kurakin.
- En seure a la taula, els comensals troben un plat buit —el plat de servei— sobre el qual es col·loca un tovalló, així com tota la coberteria necessària, llevat de coberts de postres i, en algunes ocasions, coberts específics com ara els ganivets de carn o peix.
- S'espera del comensal que només seure es col·loqui el tovalló sobre la falda. Després de triar allò que menjarà, es retira el plat de servei i es van portant els plats encarregats seguint un ordre específic, que usualment és sopa i entremesos, primers i segons plats, i postres.
- Els plats se serveixen totalment preparats i presentats, sense cap acció per part del servei.
- Segons l'ús, a mesura que es vagi acabant de menjar un plat, aquest és retirat i substituït pel següent sense esperar la resta de comensals, encara que això es vegi afectat pels temps del menjador i cuina. A més, tradicionalment es fa esperar per als entremesos i el plat principal.
- El maître actua aquí de cap de sala, però no pren part activa en servir plats, atès que aquests venen ja preparats i presentats de cuina.
- Els cambrers només han de servir un plat ja preparat, de manera que no cal que el personal tingui tanta formació.
- El xef i el personal de cuina s'encarreguen de l'emplatat i la presentació, i en general tenen més protagonisme que en el servei a la francesa. És per això que aquest servei, molt més dinàmic, és el més emprat avui en dia.

## Menjar de vuit plats
Un sopar complet tradicional europea consisteix, en general, en el següent:
- Primer plat: una selecció d'hors d'oeuvres calentso freds.
- Segon plat: una varietat d'amanides (no amanida de jardí, vegeu les fotos a sota).
- Tercer plat: sopa.
- Quart plat: peix.
- Cinquè plat: sorbet, com a netejador de paladar.
- Sisè plat: amanida verda lleugera.
- Setè plat: plat principal amb un o més plats d'acompanyament.
- Vuitè plat: una selecció de postres, amb te o cafè.

### Segons plats

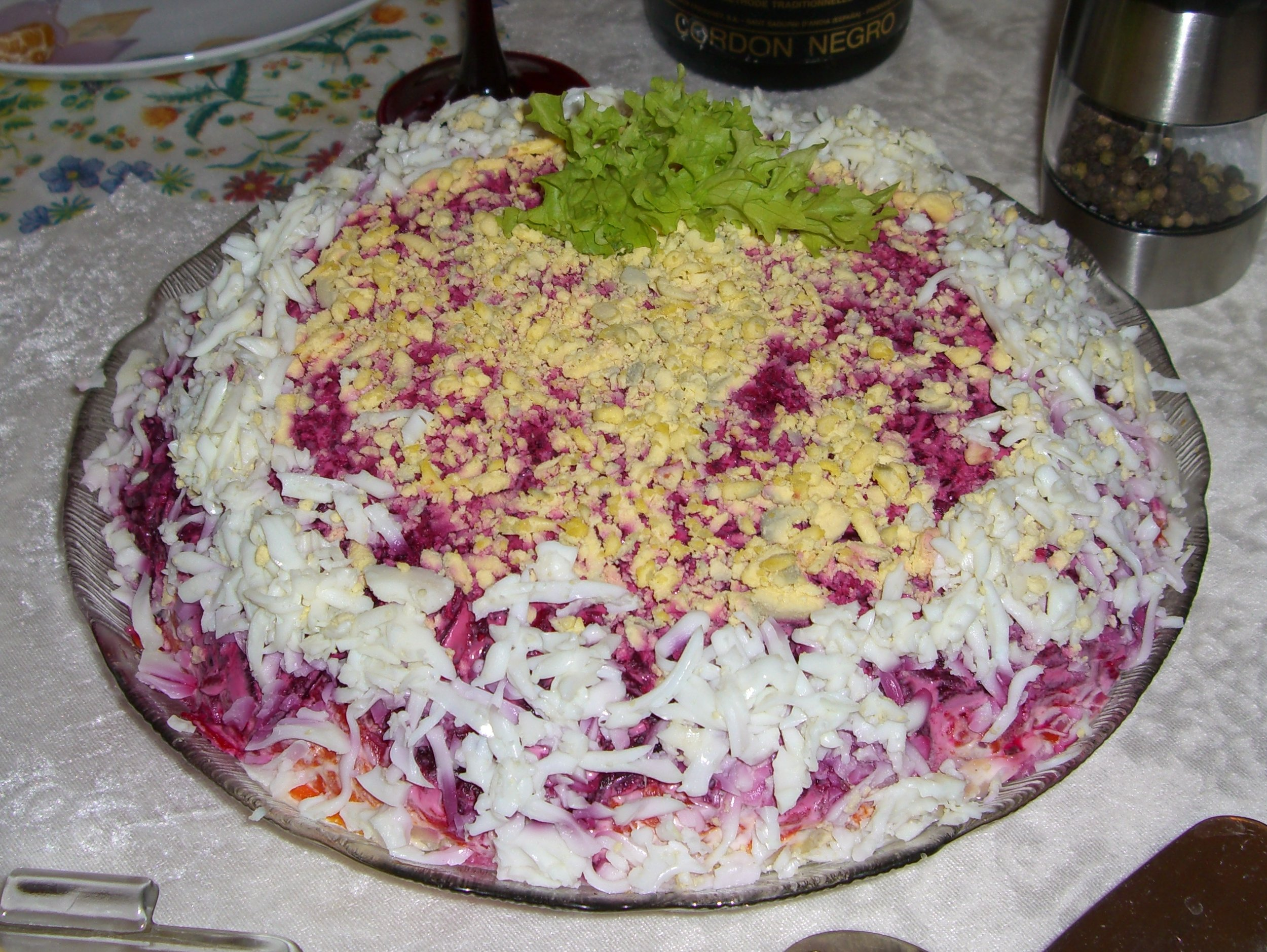
Salad pod shuboi
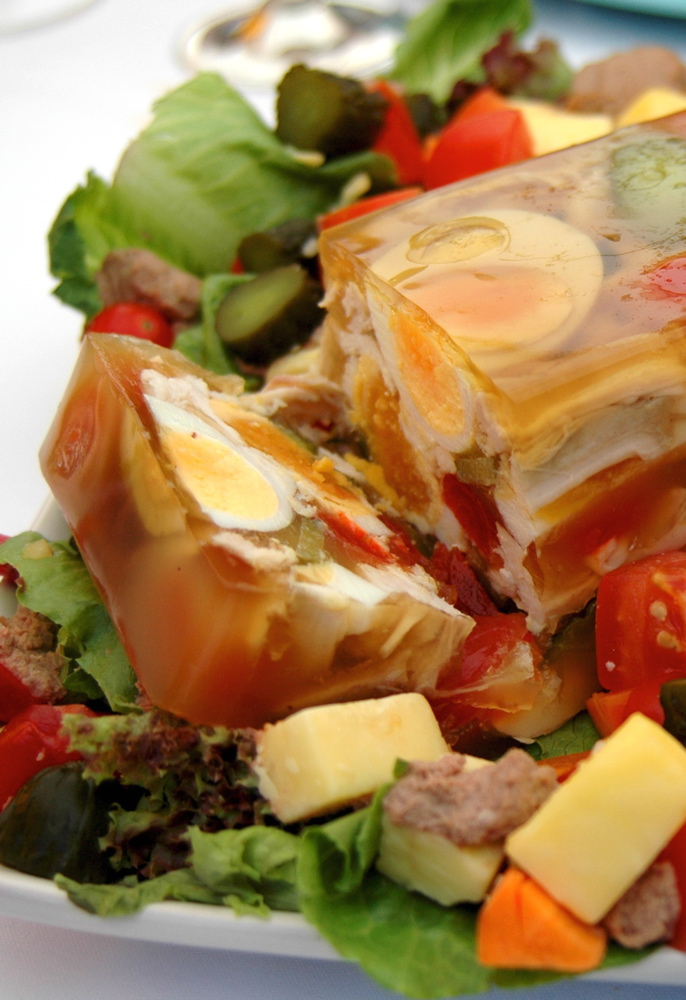
Aspic amb ous
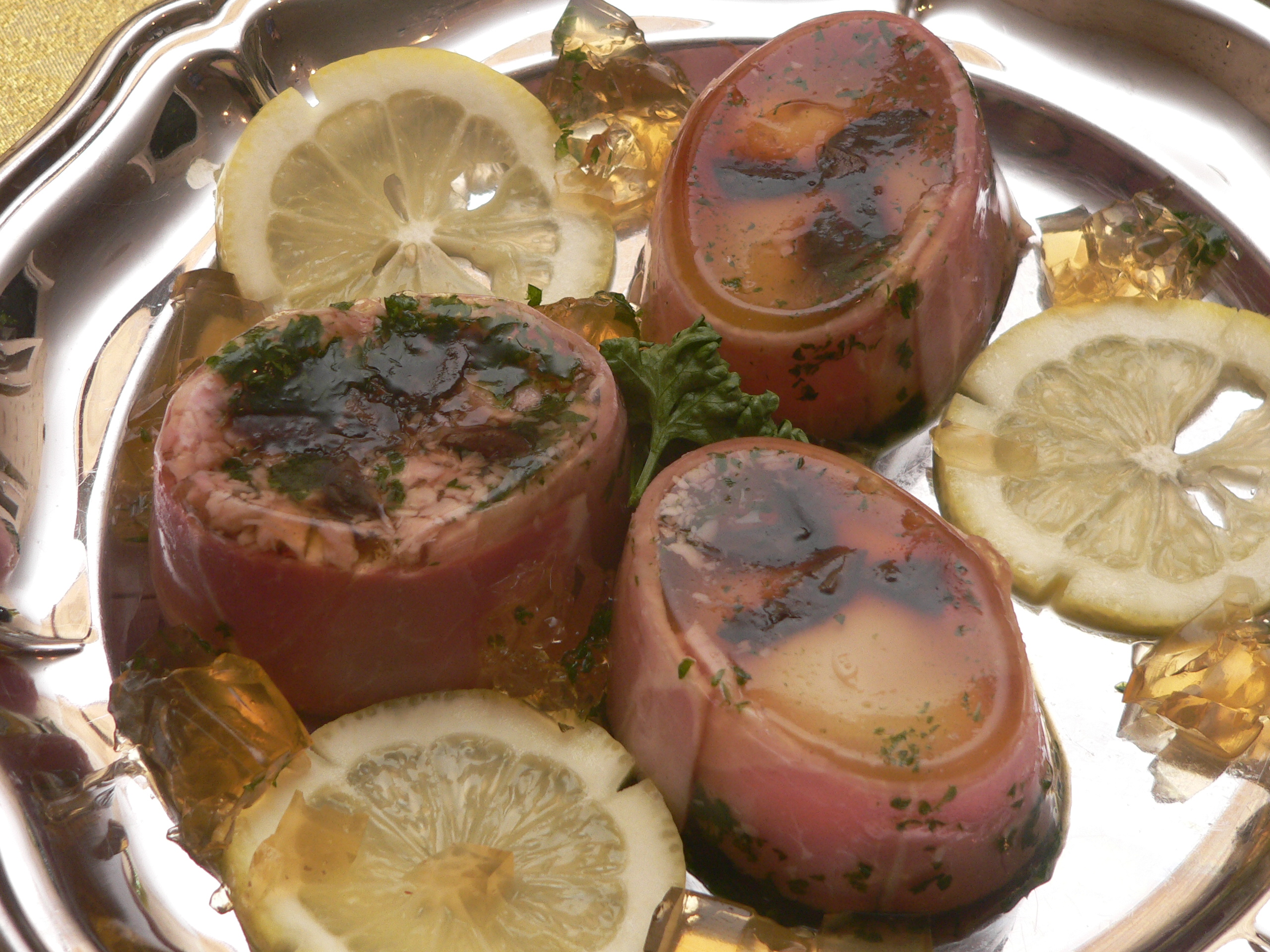
Aspic servei individual
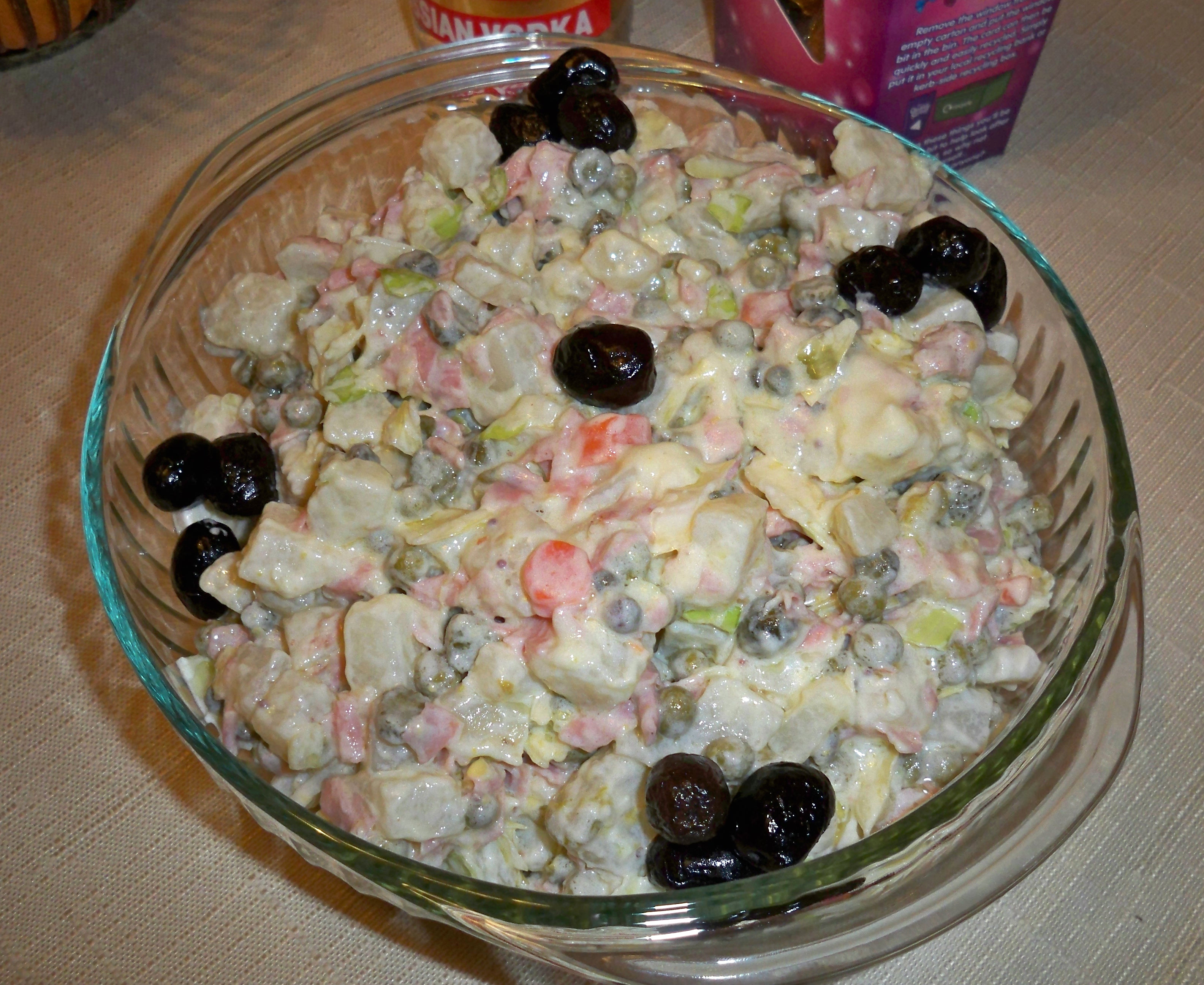
Ensalada russa
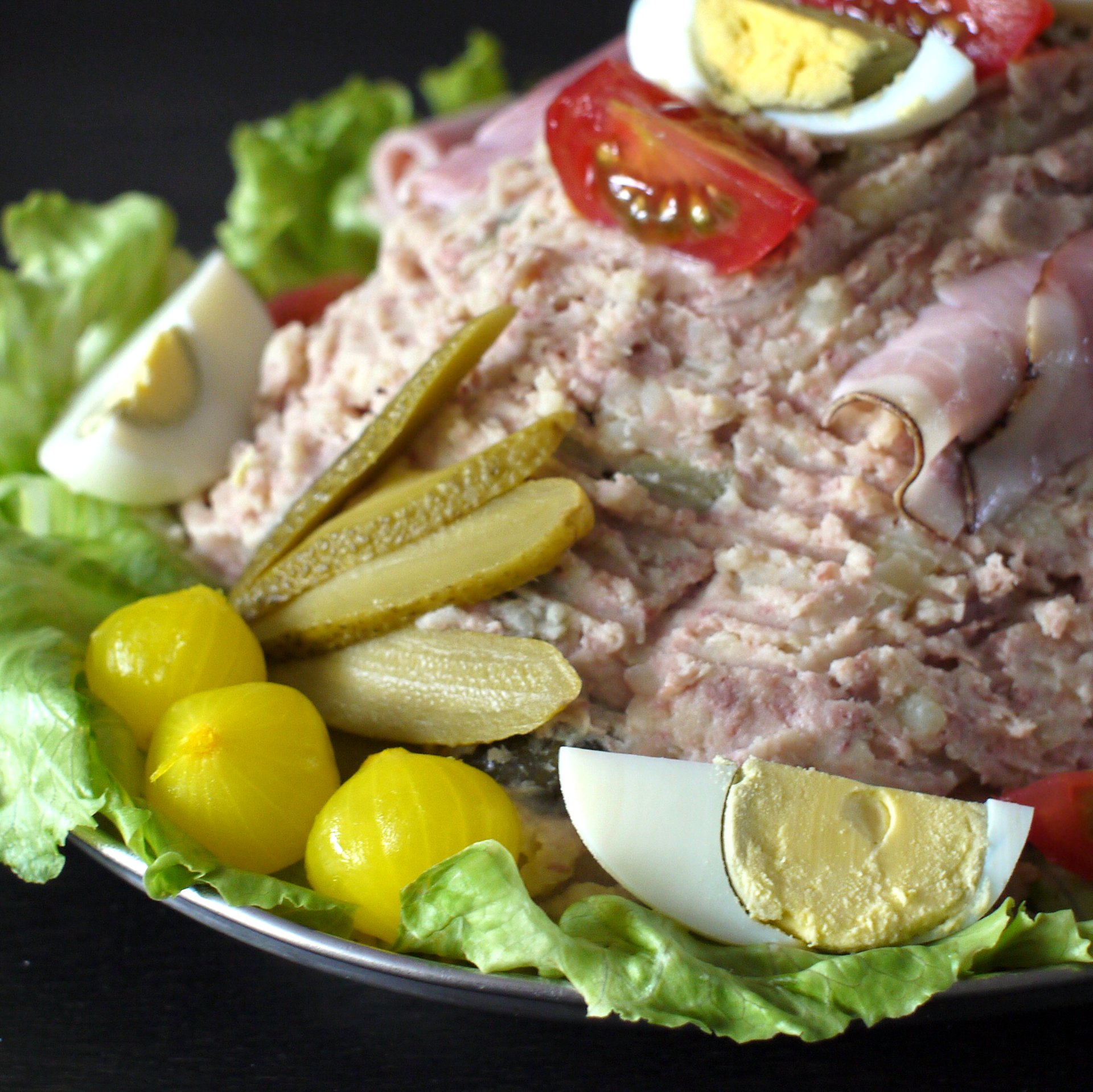
Kartoffelsalat o ensalada de patata
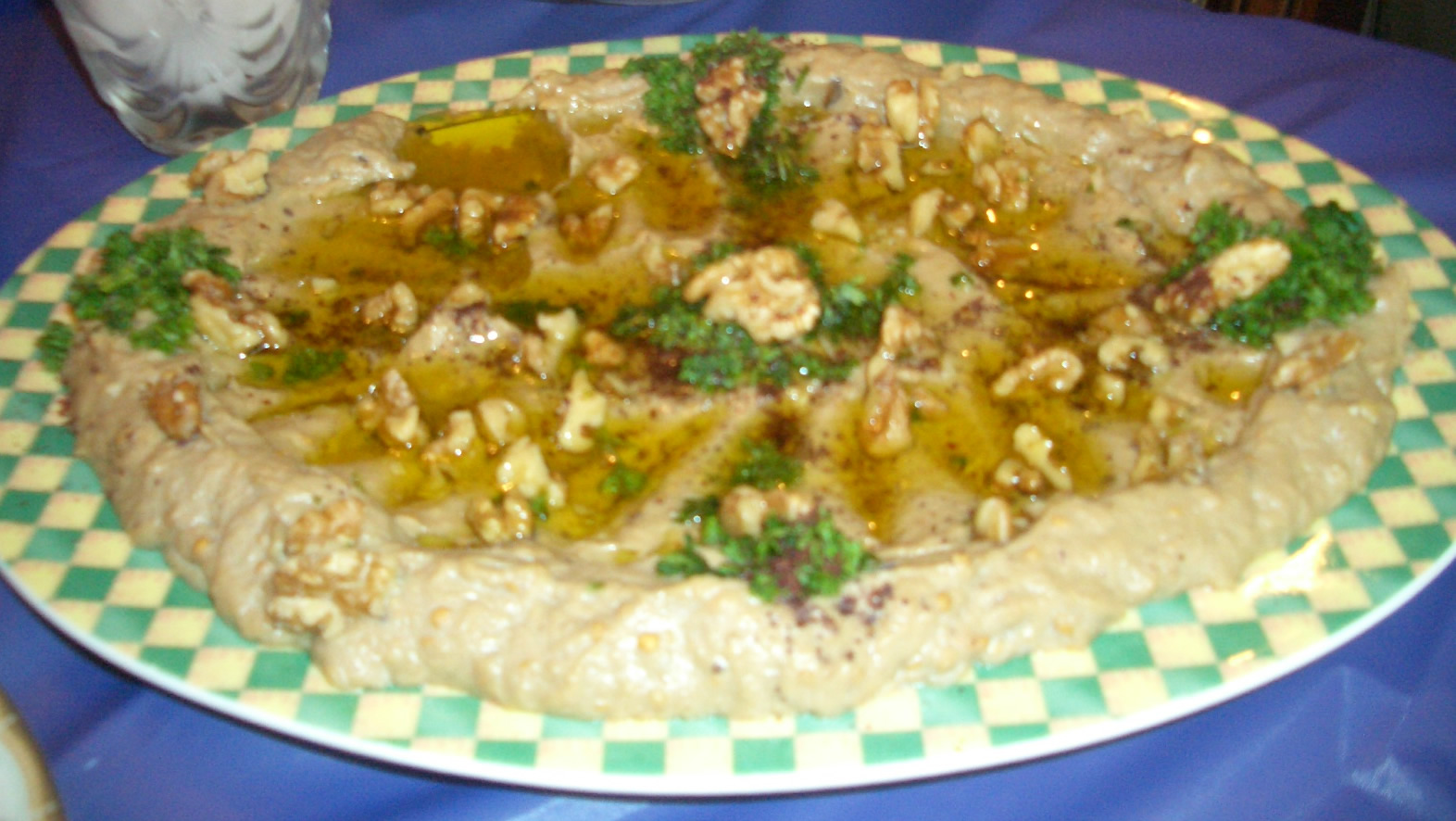
Baba ganush
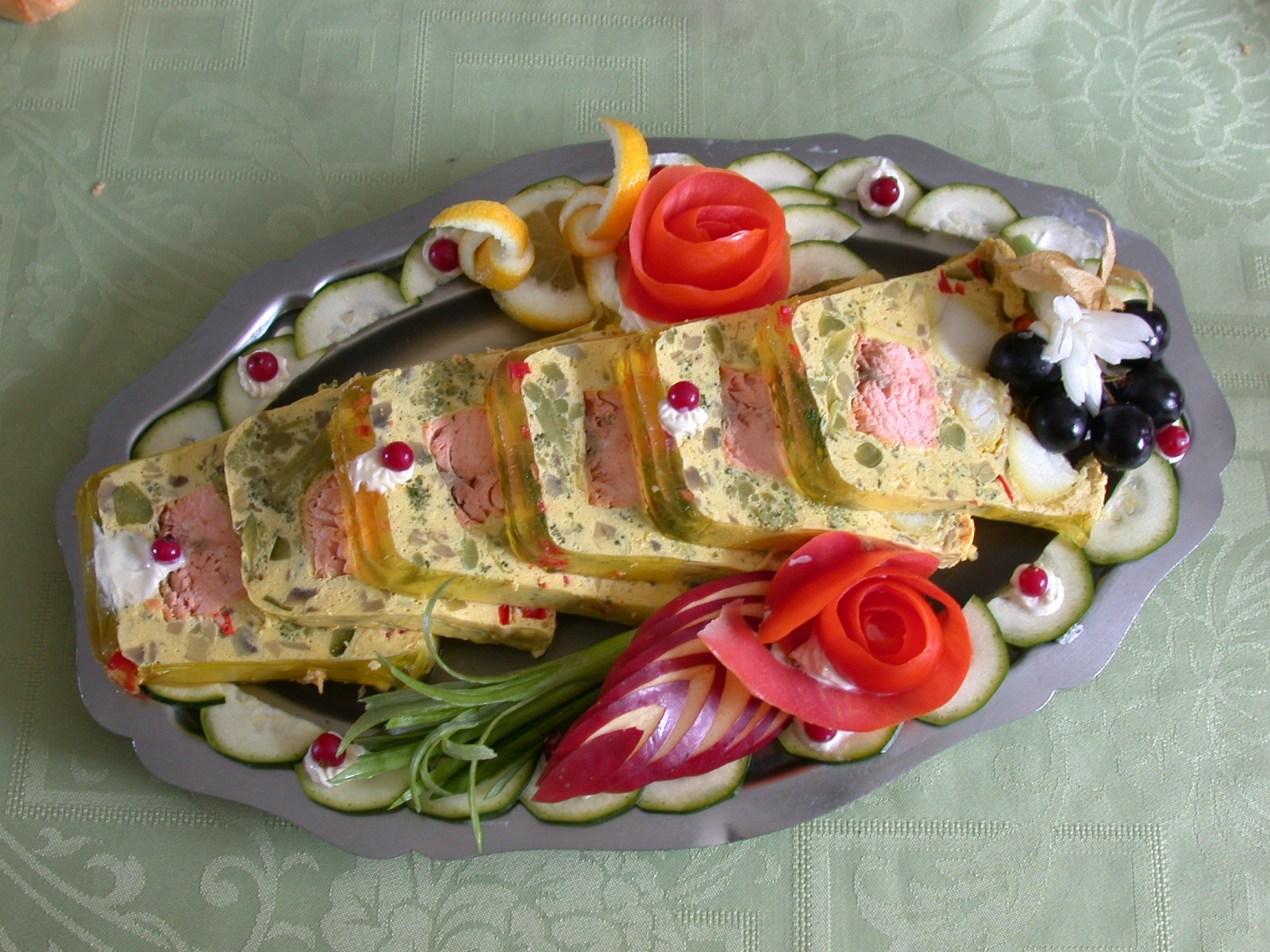
Terrina
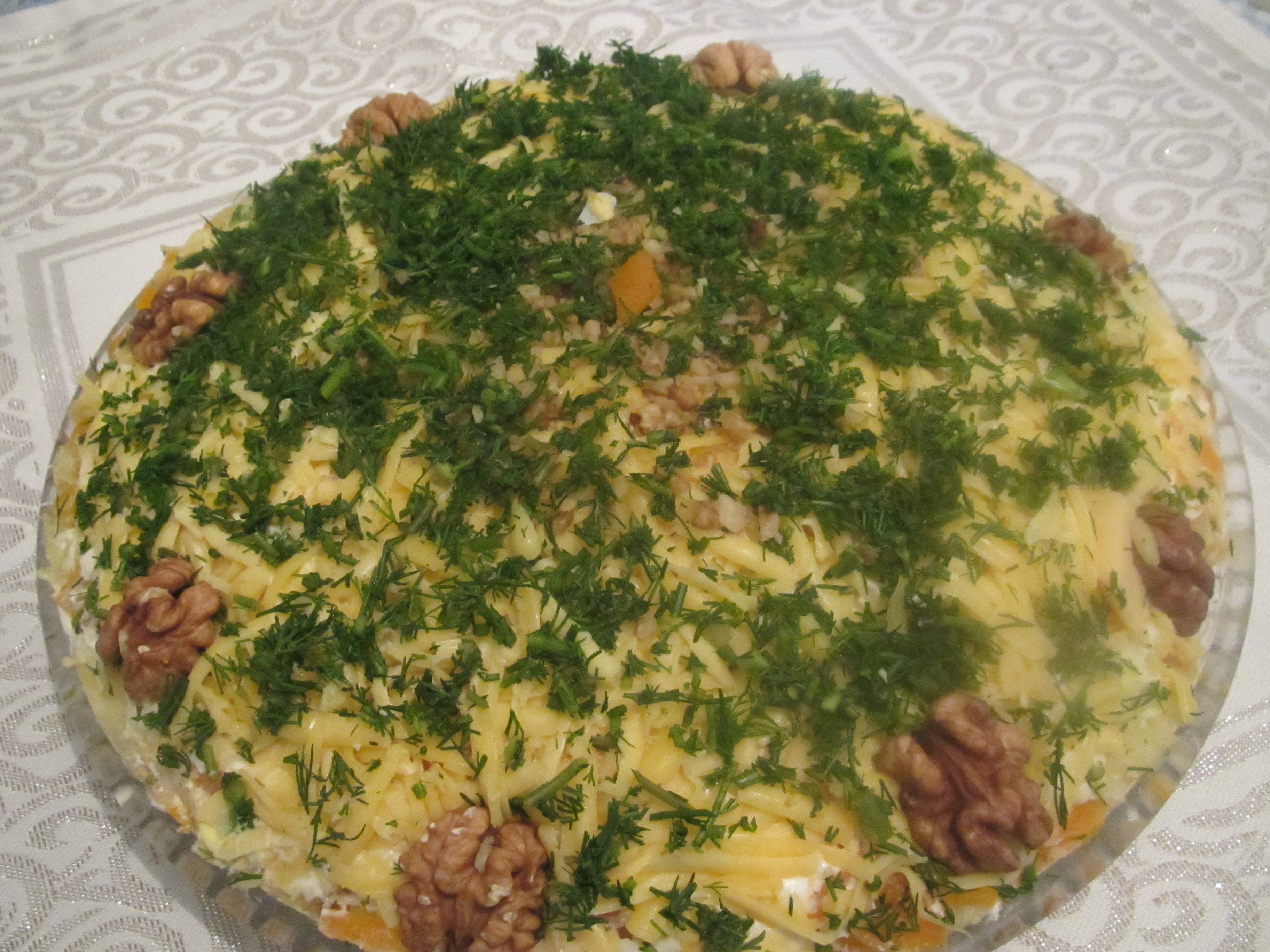
Ensalada de mimosa

## Altres tipus de servei
- Servei a la francesa: consisteix a presentar els plats tots alhora i permetre que els comensals se serveixin, com en un bufet modern (en el rus es porten els plats preparats a la taula i el cambrer especialitzat s'encarrega de distribuir-los davant dels comensals).[2]
- Servei a l'anglesa: un cap de taula serveix a tots i cadascun dels comensals les mateixes quantitats i proporcions.[cal citació]
- Servei americà: els plats són portats directament de la cuina.[cal citació]